# Pulmonaria montana
Pulmonaria montana Lej. – gatunek roślin z rodziny ogórecznikowatych (Boraginaceae). Występuje naturalnie w Belgii, Francji, Niemczech oraz Szwajcarii. Ponadto jest uprawiany jako roślina ozdobna.